# Заборона (медіа)
Заборона (англ. Zaborona) — українське незалежне онлайн-видання, засноване у 2018 році журналістами Катериною Сергацковою і Романом Степановичем. Головними форматами є репортажі, розслідування, документальні відеопроєкти, комікси й мультимедійні формати (подкасти, візуальні історії). Аудиторія охоплює 7 млн читачів.

## Історія
Видання розпочало роботу 2018 року, матеріали виходили трьома мовами: українською, російською та англійською.
Починаючи з лютого 2022 року Заборона також висвітлює теми, пов'язані з війною Росії проти України, зі злочинами проти журналістів та свободою слова, зі зловживанням владою, екологією, соціальними проблемами та безпекою. З 2 березня 2022 р. редакція офіційно повідомила, що назавжди відмовилися від російської версії сайту видання.
В липні 2023 року Катерина Сергацкова пішла з посади головної редакторки «Заборони».
Сайт та соцмережі медіа припинили оновлюватися 3 березня 2025 року.

## Нагороди
Заборона є лауреатом міжнародних премій Free Media Award (2022) та Siebenpfeiffer Award (2022). Журналісти Заборони є лауреатами та фіналістами української премії «Честь професії».

## Проєкти

### НЮХ
У проєкті НЮХ Заборона публікує список людей та ініціатив, які трансформують суспільні правила чи сприяють змінам в Україні та Східній Європі за 10 категоріями, якими найчастіше цікавляться читачі.

### Фонд 2402
Засновники Заборони заснувала фонд термінової підтримки журналістів 2402 на початку повномасштабного вторгнення Росії в Україну з метою допомагати журналістам у біді та покращувати умови роботи преси під час війни. Фонд надає журналістам персональний захист та медичну підтримку, інструменти зв'язку та електропостачання, проводить онлайн та офлайн безпекові тренінги, а також допомагає з евакуацією журналістів та їхніх родин з небезпечних зон. Також фонд проводить триденні HEFAT тренінги з тактичної медицини, виживання в бойових умовах, оцінки ризиків і цифрової безпеки та забезпечує індивідуальними аптечками.
Разом із чеською некомерційною організацією People In Need Фонд 2402 запустив ініціативу безкоштовної психологічної підтримки журналістів, які працюють в умовах війни. Також був створений практичний відеокурс з тактичної медицини та безпеки для журналістів за стандартами комітету Tactical Combat Casualty Care Міністерства Оборони США.

## Фінансування
Фінансування складається із внесків читачів на Патреоні, грантів міжнародних організацій та партнерств.